# Бустани, Сулейман
Сулейман аль-Бустани (араб. سليمان البـسـتاني‎; 22 мая 1856, д. Бкаштин, Ливан — 1 июня 1925, Нью-Йорк) — арабский поэт, журналист, политический деятель. Племянник Бутруса аль-Бустани. 

## Биография
Родился в христианской семье феллаха. Учился в Бейруте.
Являлся сотрудником газеты «Аль-Джанна» («Сад») и журнала «Аль-Джинан» («Садовник»).
В 1887—1900 годах продолжал начатое Бутрусом Бустани издание энциклопедии «Даират аль-маариф» («Круг знаний»).
В течение 17 лет работал над поэтическим переводом и комментариями «Илиады», изданном в 1904 году в Каире.
Состоял на государственной службе Османской империи. Был противником выделения арабских стран из её состава.
После начала Первой мировой войны жил в Швейцарии. В 1924 году был приглашен в США местной арабской диаспорой.